# Comuna de Urszulin
Urszulin (polaco: Gmina Urszulin) é uma gminy (comuna) na Polónia, na voivodia de Lublin e no condado de Włodawski. A sede do condado é a cidade de Urszulin.
De acordo com os censos de 2004, a comuna tem 4062 habitantes, com uma densidade 23,7 hab/km².

## Área
Estende-se por uma área de 171,62 km², incluindo:
- área agrícola: 56%
- área florestal: 23%

## Demografia
Dados de 30 de Junho 2004:
|                      | Total   | Total | Mulheres | Mulheres | Homens  | Homens |
| -------------------- | ------- | ----- | -------- | -------- | ------- | ------ |
|                      | pessoas | %     | pessoas  | %        | pessoas | %      |
| População            | 4062    | 100   | 2017     | 49,7     | 2045    | 50,3   |
| Densidade (pop./km²) | 23,7    | 100   | 11,8     | 11,8     | 11,9    | 11,9   |

De acordo com dados de 2002, o rendimento médio per capita ascendia a 1388,35 zł.

## Subdivisões
- Andrzejów, Babsk, Borysik, Dębowiec, Grabniak, Jamniki, Kozubata, Łomnica, Michałów, Nowe Załucze, Przymiarki, Sęków, Stare Załucze, Sumin, Urszulin, Wereszczyn, Wiązowiec, Wielkopole, Wincencin, Wola Wereszczyńska, Wólka Wytycka, Wytyczno, Zabrodzie, Zastawie, Zawadówka.

## Comunas vizinhas
- Cyców, Hańsk, Ludwin, Sosnowica, Stary Brus, Wierzbica